# Petřvaldík
Petřvaldík (německy Klein Peterswald) je vesnice, část obce Petřvald v okrese Nový Jičín. Nachází se asi 2 km na severozápad od Petřvaldu. V roce 2009 zde bylo evidováno 76 adres. Žije zde 252 obyvatel. V roce 2020 bylo v obci 84 popisných čísel.
Petřvaldík je také název katastrálního území o rozloze 3,66 km2.

## Historie
První písemná zmínka o obci pochází z roku 1389.
Podle písemného záznamu z roku 1589 byla vesnice majetkem petřvaldského panství. Hlavní obživou bylo zemědělství. Ve vesnici byla postavena kaple a dvoutřídní škola. V roce 1975 byla obec připojena k Petřvaldu.
Po roce 1990 byla přestavěna bývalá škola na dům s pečovatelskou službou. V obci je sbor dobrovolných hasičů.
V roce 2001 zde trvale žilo 215 obyvatel.

## Pamětihodnosti
- Venkovský dům čp. 29[9]
- Kaple svatého Antonína Paduánského z roku 1876. V roce 2015 byla dokončena oprava kale.[10]
- Pomník obětem 1. a 2. světové války z roku 1932 od akademického sochaře F. Juráně z Příbora.[11]

Obec je součástí Regionu Poodří v Chráněné krajinné oblasti Poodří.

## Vodní mlýn
První písemný záznam o Košatském mlýnu pochází z roku 1776 z prodeje olomoucké kapituly mlynáři Jiřímu Kubíčkovi. Mlýn se nacházel v lokalitě Zimní důl. K mlýnu vedl vodní náhon z Dvorku, kde voda poháněla valchu na sukno, dále pokračoval k mlýnu tzv. Šípův mlýn v Petřvaldě. Po překonání koryta řeky Lubiny pomocí dřevěného žlabu pokračoval přes luka až ke Košatskému mlýnu. Po 150 m se náhon vléval do řeky Odry.
Mlýn byla zděná budova na kamenné podezdívce obdélníkového půdorysu a sedlovou střechou. U náhonu byla mlýnice a později strojovna.
V roce 1901 byl převeden na elektrický pohon. V období první světové války pracoval na plyn, vyráběl elektřinu pro usedlost a poháněl pilu.
V blízkosti mlýna stála kaplička, v současné době nezastřešená ruina, která byla využívána jako skladiště koksu.